# Juana Díaz (Puerto Rico)
Juana Díaz és un municipi de Puerto Rico localitzat a la costa sud de l'illa, també conegut amb el nom de La Ciudad del Maví, La Ciudad del Jacaguas i El Belén de Puerto Rico. Limita al nord amb Jayuya, Villalba i Ciales; a l'oest amb Ponce; a l'est amb Coamo i Santa Isabel; i al sud amb el mar Carib. Forma part de l'Àrea metropolitana de Ponce.
El municipi està dividit en 14 barris: Amuelas, Callabo, Capitanejo, Cintrona, Collores, Emajagual, Guayabal, Jacaguas, Juana Díaz Pueblo, Lomas, Río Cañas Abajo, Río Cañas Arriba, Sabana Llana y Tijeras.